# Tétrabromure d'uranium
Le tétrabromure d'uranium, ou bromure d'uranium(IV), est un composé chimique de formule UBr4. Il se présente sous la forme d'un solide cristallisé brun sombre très hygroscopique. Sa structure cristalline et monoclinique dans le groupe d'espace C2/m (no 12) avec les paramètres cristallins a = 1 092 pm, b = 869 pm, c = 705 pm et β = 93° 15’.
On peut l'obtenir en faisant réagir de l'uranium avec du brome Br2 de 600 à 700 °C :
U + 2 Br2 → UBr4.
Il est également possible de partir de l'hydrure d'uranium(III) UH3 en faisant réagir ce dernier avec du bromure d'hydrogène HBr pour former du tribromure d'uranium UBr3, lequel est ensuite mis à réagir avec du brome à 300 °C pour former du tétrabromure d'uranium.
UH3 + 3 HBr → UBr3 + 3 H2 ;
2 UBr3 + Br2 → UBr4.
Il est par ailleurs possible de faire réagir du dioxyde d'uranium UO2 ou de l'octaoxyde de triuranium U3O8 avec du carbone et du brome :
U3O8 + 4 C + 6 Br2 → 3 UBr4 + 4 CO2.
D'autres procédés sont également possibles pour produire du tétrabromure d'uranium.